# John Jacob Abel

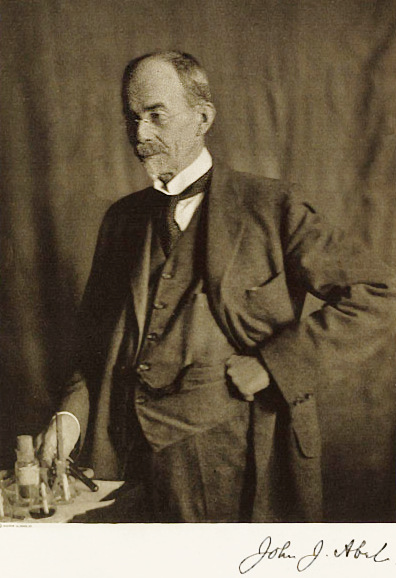

John Jacob Abel (19 mei 1857 – 26 mei 1938) was een belangrijk Amerikaans biochemicus en farmacoloog.
Abel werd geboren in de Verenigde Staten in Cleveland, Ohio. Hij behaalde in 1883 zijn doctorsgraad aan de Universiteit van Michigan. In 1891 vestigde hij de eerste vakgroep farmacologie in de Verenigde Staten. In 1893 vervolgde hij zijn carrière door voorzitter van de farmacologie vakgroep aan de Johns Hopkins Universiteit te worden, een van de vele scholen waar hij eerder in zijn carrière zelf onderwijs genoten had. In 1897 slaagde hij er als tweede persoon in om adrenaline, te isoleren (de eerste persoon die dit lukte was Napoleon Cybulski in 1895). Later zou hij nog als eerste het idee voor een kunstmatige nier formuleren, en in 1914 slaagde hij erin aminozuren uit menselijk bloed te isoleren.
Hij besteedde tevergeefs jaren aan het zoeken naar het hypofysehormoon, zonder te weten dat hij in feite naar verscheidene hormonen op zoek was. In 1926 rapporteerde hij dat hij erin geslaagd was om insuline te isoleren en kristalliseren. Deze claim werd door collega wetenschappers echter jarenlang zeer sceptisch ontvangen, om uiteindelijk later alsnog als legitiem te worden beschouwd.
Abel was samen met Christian Archibald Herter tevens medeoprichter van het Journal of Biological Chemistry in 1905 en het Journal of Pharmacology and Experimental Therapeutics in 1909.
Het Abelgetal, een publicatiescore die aangeeft hoeveel publicaties een auteur van John Abel scheiden en waarvan lage scores met een zekere mate van wetenschappelijke autoriteit geassocieerd worden, is gebaseerd op (het aantal) publicaties van Abel.
- Bibliothèque nationale de France: cb10879357z (data)
- Gemeinsame Normdatei: 119118610
- International Standard Name Identifier: 0000 0001 0830 0989
- Library of Congress Control Number: n82108754
- Nationale Bibliotheek van Tsjechië: nlk20000079996
- Nationale Bibliotheek van Israël: 987007439877105171
- SNAC: w64t88q3
- Système universitaire de documentation: 172308003
- Virtual International Authority File: 4922239
- WorldCat: E39PBJqBvx3Jwj4pwmBBGG8DMP